# Holdigaz
Holdigaz mit Sitz in Vevey ist ein Schweizer Energieversorgungsunternehmen. Sie versorgt über ihr 1'450 Kilometer langes Netz rund 160 Gemeinden in den Kantonen Waadt, Wallis und Freiburg mit insgesamt 1'445 GWh Erdgas. Dieses wird vollständig von der Gaznat, an der Holdigaz mit 9,45 Prozent beteiligt ist, bezogen. Darüber hinaus ist die Gruppe mit verschiedenen Tochtergesellschaften in den Bereichen Sanitärtechnik sowie Heiz- und Klimatechnik tätig und erbringt Serviceleistungen für Gastronomiebetriebe.
Holdigaz ging 2005 aus dem Zusammenschluss der 1861 gegründeten Compagnie Industrielle et Commerciale du Gaz SA (CICG) in Vevey und der 1922 gegründeten Société du Gaz de la Plaine du Rhône SA (SGPR) in Aigle hervor. Die Unternehmensgruppe beschäftigt rund 360 Mitarbeiter und erwirtschaftete im Geschäftsjahr 2007/2008 einen Umsatz von 176,7 Millionen Schweizer Franken.